# 梅谷寺
梅谷寺（ばいこくじ）は、徳島県阿南市桑野町にある真言宗大覚寺派の寺院。山号は駅路山。本尊は十一面観音菩薩。

## 歴史
1483年（文明15年）の創建。武田常光が開山し当初の名は天神坊であった。かつては隣接する桑野天神社の別当寺を務めた。
1538年（天文7年）に武田元明によって再興。1598年（慶長3年）6月12日に阿波藩主蜂須賀家政が定めた駅路寺の一つとなる。
1706年（宝永7年）、京都の大仏工・弘教が本尊「十一面観音菩薩」を制作。1878年（明治11年）12月、火災により本堂や庫裡などを焼失。
1926年（大正15年）に寺域を縮小し、焼け残った観音堂を現在地に移転・改修。1991年（平成3年）2月に本堂を再建。同年7月に観音堂を改修。

## 交通
- 四国旅客鉄道（JR四国） 牟岐線 – 「桑野駅」より徒歩で約5分。
- 徳島自動車道「徳島インターチェンジ」より車で約40分。